# Kuharič
Kuharič je priimek več znanih Slovencev:
- Božo Kuharič (*1940), gospodarstvenik in politik
- Ludvik Kuharič (1883—1941), gospodarstvenik in politik